# FV105 Sultan
Az FV105 Sultan a Brit Szárazföldi Erők parancsnoki és irányítási pont járműve, a CVR (Combat Vehicle Reconnaissance, Harci Felderítő Jármű) család tagja. A többi páncélozott szállító harcjárművel szemben magasabb belső térrel rendelkezik, kényelmesebb "irodai helyet" biztosít. Belső terében egy nagy vertikális térképészeti tábla és asztal található, kétszemélyes ülőhellyel. Ezzel szemben helyezkedik el a rádió kezelő és a parancsnok ülőhelye, mely egy gázkarral megemelhető (mint egy irodai szék), így használhatja megfigyelésre a fedélzeti nyílást. A vezető elöl, a motortér mellett foglal helyet, egy rugós emelésű vezetőülésben, lehetővé téve számára, hogy kiemelkedve a járműből irányítsa azt.
A Sultan hátsó részére sátor rögzíthető, mely eligazítási posztként felállítható, a térképészeti tábla kiszedhető, sátor elektromos ellátását a jármű biztosítja. Azonban ezt a felszerelést a legtöbb Sultanból eltávolították.
A többi CVR(T)-hez (Harci Felderítő Jármű) hasonlóan, a Sultan is rendelkezik vízi átkeléshez szükséges felszereléssel.
A Sultan harcjárművet ellátták tömegpusztító fegyverek elleni védelemmel, mely megvédi a személyzetet a vegyi, biológiai és nukleáris fegyverek hatásaitól.